# ATP Тур 2000
ATP Тур 2000 (англ. 2000 Association of Tennis Professionals (ATP) World Tour) — элитный мировой тур теннисистов-профессионалов, проводимый Ассоциацией Теннисистов Профессионалов (ATP) с января по декабрь. В 2000 году он включал:
- 4 турнира Большого шлема (проводится Международной федерацией тенниса (англ. International Tennis Federation, ITF));
- 9 турниров в серии ATP Masters;
- 11 турниров в серии ATP International Series Gold;
- 44 турнира в серии ATP International;
- Командный Кубок Мира;
- Кубок Дэвиса (проводится ITF);
- Кубок Мастерс.
- Летние Олимпийские игры.

## Расписание ATP Тура 2000 года
Ниже представлено полное расписание соревнований по ходу года, включай всех победителей и финалистов турниров — в одиночном, парном и смешанных разрядах.
| Турнир Большого шлема         |
| Кубок Мастерс                 |
| ATP Masters                   |
| ATP International Series Gold |
| ATP International             |
| Командные соревнования        |

### Январь
| Дата начала | Турнир | Чемпионы (Счёт финала)                                                                                   | Финалисты                                                                               |
| ----------- | --- | --- | --------------------------------------------------------------------------------------- |
| 3 января    | Международный теннисный турнир в Аделаиде Аделаида, Австралия ATP International $350,000— Хард Турнир 2000 | Ллейтон Хьюитт 3-6, 6-3, 6-2                                                                             | Томас Энквист                                                                           |
| 3 января    | Международный теннисный турнир в Аделаиде Аделаида, Австралия ATP International $350,000— Хард Турнир 2000 | Тодд Вудбридж Марк Вудфорд 6-4, 6-2                                                                      | Сэндон Столл Ллейтон Хьюитт                                                             |
| 3 января    | Открытый чемпионат Катара Доха, Катар ATP International $1,000,000 — Хард Турнир 2000 | Фабрис Санторо 3-6 7-5 3-0 — отказ                                                                       | Райнер Шуттлер                                                                          |
| 3 января    | Открытый чемпионат Катара Доха, Катар ATP International $1,000,000 — Хард Турнир 2000 | Максим Мирный Марк Ноулз 6-3, 6-4                                                                        | Алекс О'Брайен Джаред Палмер                                                            |
| 3 января    | Открытый чемпионат Ченнаи Ченнаи, Индия ATP International $430,000 — Хард Турнир 2000 | Жером Гольмар 6-3, 6-7(6), 6-3                                                                           | Маркус Ханчк                                                                            |
| 3 января    | Открытый чемпионат Ченнаи Ченнаи, Индия ATP International $430,000 — Хард Турнир 2000 | Жюльен Бутте Кристоф Рохус 7-5, 6-1                                                                      | Саурав Панжа Прахлад Сринат                                                             |
| 10 января   | Heineken Open Окленд, Новая Зеландия ATP International $350,000 — Хард Турнир 2000 | Магнус Норман 3-6, 6-3, 7-5                                                                              | Майкл Чанг                                                                              |
| 10 января   | Heineken Open Окленд, Новая Зеландия ATP International $350,000 — Хард Турнир 2000 | Рик Лич Эллис Феррейра 7-5, 6-4                                                                          | Оливье Делетр Джефф Таранго                                                             |
| 10 января   | Adidas International Сидней, Австралия ATP International $350,000 — Хард Турнир 2000 | Ллейтон Хьюитт 6-4, 6-0                                                                                  | Джейсон Столтенберг                                                                     |
| 10 января   | Adidas International Сидней, Австралия ATP International $350,000 — Хард Турнир 2000 | Тодд Вудбридж Марк Вудфорд 7-5, 6-4                                                                      | Сэндон Столл Ллейтон Хьюитт                                                             |
| 17 января   | Открытый чемпионат Австралии Мельбурн, Австралия Турнир Большого шлема $6,000,000 — Хард Одиночный турнир — Парный турнир Турнир смешанных пар | Андре Агасси 3-6, 6-3, 6-2, 6-4                                                                          | Евгений Кафельников                                                                     |
| 17 января   | Открытый чемпионат Австралии Мельбурн, Австралия Турнир Большого шлема $6,000,000 — Хард Одиночный турнир — Парный турнир Турнир смешанных пар | Рик Лич Эллис Феррейра 6-4, 3-6, 6-3, 3-6, 18-16                                                         | Уэйн Блэк Эндрю Кратцманн                                                               |
| 17 января   | Открытый чемпионат Австралии Мельбурн, Австралия Турнир Большого шлема $6,000,000 — Хард Одиночный турнир — Парный турнир Турнир смешанных пар | Джаред Палмер Ренне Стаббс 7-5, 7-6(3)                                                                   | Тодд Вудбридж Аранча Санчес Викарио                                                     |
| 31 января   | Кубок Дэвиса. 2000. 1-й раунд Хараре, Зимбабве — Хард (зал) Острава, Чехия — Грунт (зал) Мурсия, Испания — Грунт Москва, Россия — Ковёр (зал) Братислава, Словакия — Ковёр (зал) Флорианополис, Бразилия — Грунт Лейпциг, Германия — Ковёр (зал) Женева, Швейцария — Ковёр (зал) | Победители США 3-2 Чехия 4-1 Испания 4-1 Россия 4-1 Словакия 3-2 Бразилия 4-1 Германия 4-1 Австралия 3-2 | Проигравшие Зимбабве Великобритания Италия Бельгия Австрия Франция Нидерланды Швейцария |

### Февраль
| Дата начала | Турнир | Чемпионы (Счёт финала)                               | Финалисты                           |
| ----------- | --- | ---------------------------------------------------- | ----------------------------------- |
| 7 февраля   | Теннисный чемпионат Дубая Дубай, ОАЭ ATP International $1, 000,000 — Хард Турнир 2000                                  | Николас Кифер 7-5, 4-6, 6-3                          | Хуан Карлос Ферреро                 |
| 7 февраля   | Теннисный чемпионат Дубая Дубай, ОАЭ ATP International $1, 000,000 — Хард Турнир 2000                                  | Иржи Новак Давид Рикл 6-2, 7-5                       | Робби Кёниг Питер Трамакки          |
| 7 февраля   | Open 13 Марсель, Франция ATP International $500,000 — Хард (зал) Турнир 2000                                           | Марк Россе 2-6, 6-3, 7-6(5)                          | Роджер Федерер                      |
| 7 февраля   | Open 13 Марсель, Франция ATP International $500,000 — Хард (зал) Турнир 2000                                           | Симон Аспелин Юхан Ландсберг 7-6(2), 6-4             | Хайро Веласко Хуан Игнасио Карраско |
| 7 февраля   | Sybase Open Сан-Хосе, США ATP International $375,000 — Хард (зал) Турнир 2000                                          | Марк Филиппуссис 7-5, 4-6, 6-3                       | Микаэль Тиллстрём                   |
| 7 февраля   | Sybase Open Сан-Хосе, США ATP International $375,000 — Хард (зал) Турнир 2000                                          | Ян-Майкл Гэмбилл Скотт Хамфрис 6-1, 6-4              | Лукас Арнольд Кер Эрик Тайно        |
| 14 февраля  | Kroger St. Jude International Мемфис, США ATP International Series Gold $800,000 — Хард (зал) Турнир 2000              | Магнус Ларссон 6-2, 1-6, 6-3                         | Байрон Блэк                         |
| 14 февраля  | Kroger St. Jude International Мемфис, США ATP International Series Gold $800,000 — Хард (зал) Турнир 2000              | Джастин Гимелстоб Себастьен Ларо 6-2, 6-4            | Джим Грэбб Ричи Ренеберг            |
| 14 февраля  | ABN AMRO World Tennis Tournament Роттердам, Нидерланды ATP International Series Gold $850,000 — Хард (зал) Турнир 2000 | Седрик Пьолин 6-7(3), 6-4, 7-6(4)                    | Тим Хенмен                          |
| 14 февраля  | ABN AMRO World Tennis Tournament Роттердам, Нидерланды ATP International Series Gold $850,000 — Хард (зал) Турнир 2000 | Дэвид Адамс Джон-Лаффни де Ягер 5-7, 6-2, 6-3        | Евгений Кафельников Тим Хенмен      |
| 21 февраля  | AXA Cup Лондон, Великобритания ATP International Series Gold $800,000 — Хард (зал) Турнир 2000                         | Марк Россе 6-4, 6-4                                  | Евгений Кафельников                 |
| 21 февраля  | AXA Cup Лондон, Великобритания ATP International Series Gold $800,000 — Хард (зал) Турнир 2000                         | Дэвид Адамс Джон-Лаффни де Ягер 6-3, 6-7(7), 7-6(11) | Ян-Майкл Гэмбилл Скотт Хамфрис      |
| 21 февраля  | Открытый чемпионат Мексики Мехико, Мексика ATP International Series Gold $800,000 — Грунт Турнир 2000                  | Хуан Игнасио Чела 6-4, 7-6(4)                        | Мариано Пуэрта                      |
| 21 февраля  | Открытый чемпионат Мексики Мехико, Мексика ATP International Series Gold $800,000 — Грунт Турнир 2000                  | Байрон Блэк Дональд Джонсон 6-3, 7-5                 | Мартин Родригес Гастон Этлис        |
| 28 февраля  | Международный теннисный чемпионат в Делрей-Бич Делрей-Бич, США ATP International $350,000 — Хард Турнир 2000           | Штефан Коубек 6-1, 4-6, 6-4                          | Алекс Калатрава                     |
| 28 февраля  | Международный теннисный чемпионат в Делрей-Бич Делрей-Бич, США ATP International $350,000 — Хард Турнир 2000           | Ненад Зимонич Брайан Макфи 7-5, 6-4                  | Джошуа Игл Эндрю Флорент            |
| 28 февраля  | Открытый чемпионат Копенгагена Копенгаген, Дания ATP International $350,000 — Хард (зал) Турнир 2000                   | Андреас Винсигерра 6-3, 7-6(5)                       | Магнус Ларссон                      |
| 28 февраля  | Открытый чемпионат Копенгагена Копенгаген, Дания ATP International $350,000 — Хард (зал) Турнир 2000                   | Мартин Дамм Давид Приносил 6-1, 5-7, 7-5             | Йонас Бьоркман Себастьян Ларо       |
| 28 февраля  | Chevrolet Cup Сантьяго, Чили ATP International $375,000 — Грунт Турнир 2000                                            | Густаво Куэртен 7-6(3), 6-3                          | Мариано Пуэрта                      |
| 28 февраля  | Chevrolet Cup Сантьяго, Чили ATP International $375,000 — Грунт Турнир 2000                                            | Густаво Куэртен Антонио Прието 6-2, 6-4              | Лэн Бейл Пит Норвал                 |

### Март
| Дата начала | Турнир                                                                                                | Чемпионы (Счёт финала)                           | Финалисты                       |
| ----------- | --- | ------------------------------------------------ | ------------------------------- |
| 6 марта     | Cerveza Club Colombia Open Богота, Колумбия ATP International $375,000 — Грунт Турнир 2000            | Мариано Пуэрта 6-4, 7-6(5)                       | Юнес эль-Айнауи                 |
| 6 марта     | Cerveza Club Colombia Open Богота, Колумбия ATP International $375,000 — Грунт Турнир 2000            | Пабло Альбано Лукас Арнольд Кер 7-6(4), 1-6, 6-2 | Маурисио Адад Хуан Бальсельс    |
| 6 марта     | Franklin Templeton Tennis Classic Скоттсдейл, США ATP International $375,000 — Хард Турнир 2000       | Ллейтон Хьюитт 6-4, 7-6(2)                       | Тим Хенмен                      |
| 6 марта     | Franklin Templeton Tennis Classic Скоттсдейл, США ATP International $375,000 — Хард Турнир 2000       | Джаред Палмер Ричи Ренеберг 6-3, 7-5             | Патрик Гэлбрайт Дэвид Макферсон |
| 13 марта    | Indian Wells Masters Индиан-Уэллс, США ATP Masters $2,950,000 — Хард Одиночный турнир — Парный турнир | Алекс Корретха 6-4, 6-4, 6-3                     | Томас Энквист                   |
| 13 марта    | Indian Wells Masters Индиан-Уэллс, США ATP Masters $2,950,000 — Хард Одиночный турнир — Парный турнир | Алекс О’Брайен Джаред Палмер 6-4, 7-6(5)         | Сэндон Столл Паул Хархёйс       |
| 20 марта    | Ericsson Open Майами, США ATP Masters $3,200,000 — Хард Одиночный турнир — Парный турнир              | Пит Сампрас 6-1, 6-7(2), 7-6(5), 7-6(8)          | Густаво Куэртен                 |
| 20 марта    | Ericsson Open Майами, США ATP Masters $3,200,000 — Хард Одиночный турнир — Парный турнир              | Тодд Вудбридж Марк Вудфорд 6-3, 6-4              | Мартин Дамм Доминик Хрбаты      |

### Апрель
| Дата начала | Турнир | Чемпионы (Счёт финала)                                    | Финалисты                                  |
| ----------- | --- | --------------------------------------------------------- | ------------------------------------------ |
| 3 апреля    | Кубок Дэвиса. 2000. 1/4 финала Лос-Анджелес, США — Хард (зал) Малага, Испания — Грунт Рио-де-Жанейро, Бразилия — Грунт Аделаида, Австралия — Трава | Победители США 3-2 Испания 4-1 Бразилия 3-2 Австралия 3-2 | Проигравшие Чехия Россия Словакия Германия |
| 10 апреля   | Galleryfurniture.com Tennis Challenge Атланта, США ATP International $375,000- Грунт Турнир 2000                                                   | Эндрю Илие 6-3, 7-5                                       | Джейсон Столтенберг                        |
| 10 апреля   | Galleryfurniture.com Tennis Challenge Атланта, США ATP International $375,000- Грунт Турнир 2000                                                   | Рик Лич Эллис Феррейра 6-3, 6-4                           | Джастин Гимелстоб Марк Ноулз               |
| 10 апреля   | Гран-при Хасана II Касабланка, Марокко ATP International $350,000 — Грунт Турнир 2000                                                              | Фернандо Висенте 6-4, 4-6, 7-6(3)                         | Себастьян Грожан                           |
| 10 апреля   | Гран-при Хасана II Касабланка, Марокко ATP International $350,000 — Грунт Турнир 2000                                                              | Себастьян Грожан Арно Клеман 7-6(4), 6-2                  | Ларс Бургсмюллер Эндрю Пэйтнер             |
| 10 апреля   | Открытый чемпионат Эшторила Оэйраш, Португалия ATP International $625,000 — Грунт Турнир 2000                                                      | Карлос Мойя 6-3, 6-2                                      | Франсиско Клавет                           |
| 10 апреля   | Открытый чемпионат Эшторила Оэйраш, Португалия ATP International $625,000 — Грунт Турнир 2000                                                      | Дональд Джонсон Пит Норвал 6-4, 7-5                       | Дэвид Адамс Джошуа Игл                     |
| 17 апреля   | Masters Series Monte-Carlo Рокебрюн — Кап-Мартен, Франция ATP Masters $2,950,000 — Грунт Одиночный турнир — Парный турнир                          | Седрик Пьолин 6-4, 7-6(3), 7-6(6)                         | Доминик Хрбаты                             |
| 17 апреля   | Masters Series Monte-Carlo Рокебрюн — Кап-Мартен, Франция ATP Masters $2,950,000 — Грунт Одиночный турнир — Парный турнир                          | Евгений Кафельников Уэйн Феррейра 6-3, 2-6, 6-1           | Сэндон Столл Паул Хархёйс                  |
| 24 апреля   | Приз графа Годо Барселона, Испания ATP International Series Gold $1,000,000 — Грунт Турнир 2000                                                    | Марат Сафин 6-3, 6-3, 6-4                                 | Хуан-Карлос Ферреро                        |
| 24 апреля   | Приз графа Годо Барселона, Испания ATP International Series Gold $1,000,000 — Грунт Турнир 2000                                                    | Никлас Култи Микаэль Тиллстрём 6-2, 6-7(2), 7-6(5)        | Сэндон Столл Паул Хархёйс                  |

### Май
| Дата начала | Турнир | Чемпионы (Счёт финала)                            | Финалисты                         |
| ----------- | --- | ------------------------------------------------- | --------------------------------- |
| 1 мая       | Открытый чемпионат Мальорки Мальорка, Испания ATP International $500,000 — Грунт Турнир 2000                                             | Марат Сафин 6-4, 6-3                              | Микаэль Тиллстрём                 |
| 1 мая       | Открытый чемпионат Мальорки Мальорка, Испания ATP International $500,000 — Грунт Турнир 2000                                             | Микаэль Льодра Диего Наргизо 7-6(2), 7-6(3)       | Фернандо Висенте Альберто Мартин  |
| 1 мая       | BMW Open Мюнхен, Германия ATP International $400,000 — Грунт Турнир 2000                                                                 | Франко Скильяри 6-4, 6-4                          | Томми Хаас                        |
| 1 мая       | BMW Open Мюнхен, Германия ATP International $400,000 — Грунт Турнир 2000                                                                 | Дэвид Адамс Джон-Лаффни де Ягер 6-4, 6-4          | Ненад Зимонич Максим Мирный       |
| 1 мая       | Грунтовый чемпионат США Орландо, США ATP International $350,000- Грунт Турнир 2000                                                       | Фернандо Гонсалес 6-2, 6-3                        | Николас Массу                     |
| 1 мая       | Грунтовый чемпионат США Орландо, США ATP International $350,000- Грунт Турнир 2000                                                       | Леандер Паес Ян Симеринк 6-3, 6-4                 | Джастин Гимелстоб Себастьен Ларо  |
| 8 мая       | Открытый чемпионат Италии Рим, Италия ATP Masters $2,950,000 — Грунт Одиночный турнир — Парный турнир                                    | Магнус Норман 6-3, 4-6, 6-4, 6-4                  | Густаво Куэртен                   |
| 8 мая       | Открытый чемпионат Италии Рим, Италия ATP Masters $2,950,000 — Грунт Одиночный турнир — Парный турнир                                    | Мартин Дамм Доминик Хрбаты 6-4, 4-6, 6-3          | Евгений Кафельников Уэйн Феррейра |
| 15 мая      | Открытый чемпионат Германии Гамбург, Германия ATP Masters $2,950,000 — Грунт Одиночный турнир — Парный турнир                            | Густаво Куэртен 6-4, 5-7, 6-4, 5-7, 7-6(3)        | Марат Сафин                       |
| 15 мая      | Открытый чемпионат Германии Гамбург, Германия ATP Masters $2,950,000 — Грунт Одиночный турнир — Парный турнир                            | Тодд Вудбридж Марк Вудфорд 6-7(4), 6-4, 6-3       | Уэйн Артурс Сэндон Столл          |
| 22 мая      | Командный кубок мира Дюссельдорф, Германия Командный турнир $1,900,000 — Грунт — 8 команд (Группа) Турнир 2000                           | Словакия · 3-0                                    | Россия                            |
| 22 мая      | International Raiffeisen Grand Prix Санкт-Пёльтен, Австрия ATP International $425,000 — Грунт Турнир 2000                                | Андрей Павел 7-5, 3-6, 6-2                        | Эндрю Илие                        |
| 22 мая      | International Raiffeisen Grand Prix Санкт-Пёльтен, Австрия ATP International $425,000 — Грунт Турнир 2000                                | Махеш Бхупати Эндрю Кратцман 7-6(10), 6-7(2), 6-4 | Андреа Гауденци Диего Наргизо     |
| 29 мая      | Открытый чемпионат Франции Париж, Франция Турнир Большого шлема $4,526,942 — Грунт Одиночный турнир — Парный турнир Турнир смешанных пар | Густаво Куэртен 6-2, 6-3, 2-6, 7-6(6)             | Магнус Норман                     |
| 29 мая      | Открытый чемпионат Франции Париж, Франция Турнир Большого шлема $4,526,942 — Грунт Одиночный турнир — Парный турнир Турнир смешанных пар | Тодд Вудбридж Марк Вудфорд 7-6(7), 6-4            | Сэндон Столл Паул Хархёйс         |
| 29 мая      | Открытый чемпионат Франции Париж, Франция Турнир Большого шлема $4,526,942 — Грунт Одиночный турнир — Парный турнир Турнир смешанных пар | Дэвид Адамс Мариан де Свардт 6-3, 3-6, 6-3        | Тодд Вудбридж Ренне Стаббс        |

### Июнь
| Дата начала | Турнир | Чемпионы (Счёт финала)                         | Финалисты                    |
| ----------- | --- | ---------------------------------------------- | ---------------------------- |
| 12 июня     | Stella Artois Championships Лондон, Великобритания ATP International $800,000 — Трава Турнир 2000                                         | Ллейтон Хьюитт 6-4, 6-4                        | Пит Сампрас                  |
| 12 июня     | Stella Artois Championships Лондон, Великобритания ATP International $800,000 — Трава Турнир 2000                                         | Тодд Вудбридж Марк Вудфорд 6-7(5), 6-3, 7-6(1) | Джонатан Старк Эрик Тайно    |
| 12 июня     | Gerry Weber Open Халле, Германия ATP International $1,000,000 — Трава Турнир 2000                                                         | Давид Приносил 6-3, 6-2                        | Рихард Крайчек               |
| 12 июня     | Gerry Weber Open Халле, Германия ATP International $1,000,000 — Трава Турнир 2000                                                         | Никлас Култи Микаэль Тиллстрём 7-6(4), 7-6(4)  | Махеш Бхупати Давид Приносил |
| 19 июня     | Открытый чемпионат Ноттингема Ноттингем, Великобритания ATP International $375,000 — Трава Турнир 2000                                    | Себастьян Грожан 7-6(7), 6-3                   | Байрон Блэк                  |
| 19 июня     | Открытый чемпионат Ноттингема Ноттингем, Великобритания ATP International $375,000 — Трава Турнир 2000                                    | Дональд Джонсон Пит Норвал 1-6, 6-4, 6-3       | Рик Лич Эллис Феррейра       |
| 19 июня     | Чемпионат Росмалена Хертогенбос, Нидерланды ATP International $400,000 — Трава Турнир 2000                                                | Патрик Рафтер 6-1, 6-3                         | Николя Эскюде                |
| 19 июня     | Чемпионат Росмалена Хертогенбос, Нидерланды ATP International $400,000 — Трава Турнир 2000                                                | Мартин Дамм Цирил Сук 6-4, 6-7(5), 7-6(5)      | Сэндон Столл Паул Хархёйс    |
| 26 июня     | Уимблдонский турнир Лондон, Великобритания Турнир Большого шлема $6,000,000 — Трава Одиночный турнир — Парный турнир Турнир смешанных пар | Пит Сампрас 6-7(10), 7-6(5), 6-4, 6-2          | Патрик Рафтер                |
| 26 июня     | Уимблдонский турнир Лондон, Великобритания Турнир Большого шлема $6,000,000 — Трава Одиночный турнир — Парный турнир Турнир смешанных пар | Тодд Вудбридж Марк Вудфорд 6-3, 6-4, 6-1       | Сэндон Столл Паул Хархёйс    |
| 26 июня     | Уимблдонский турнир Лондон, Великобритания Турнир Большого шлема $6,000,000 — Трава Одиночный турнир — Парный турнир Турнир смешанных пар | Дональд Джонсон Кимберли По 6-4, 7-6(3)        | Ллейтон Хьюитт Ким Клейстерс |

### Июль
| Дата начала | Турнир                                                                                                  | Чемпионы (Счёт финала)                       | Финалисты                          |
| ----------- | --- | -------------------------------------------- | ---------------------------------- |
| 10 июля     | Кубок Дэвиса 2000. 1/2 финала Брисбен, Австралия — Трава                                                | Победители Австралия 5-0                     | Проигравшие Бразилия               |
| 10 июля     | Открытый чемпионат Швеции Бостад, Швеция ATP International $375,000 — Грунт Турнир 2000                 | Магнус Норман 6-1, 7-6(6)                    | Андреас Винсигерра                 |
| 10 июля     | Открытый чемпионат Швеции Бостад, Швеция ATP International $375,000 — Грунт Турнир 2000                 | Никлас Култи Микаэль Тиллстрём 4-6, 6-2, 6-3 | Андреа Гауденци Диего Наргизо      |
| 10 июля     | Suisse Open Gstaad Гштад, Швейцария ATP International $600,000 — Грунт Турнир 2000                      | Алекс Корретха 6-1, 6-3                      | Мариано Пуэрта                     |
| 10 июля     | Suisse Open Gstaad Гштад, Швейцария ATP International $600,000 — Грунт Турнир 2000                      | Иржи Новак Давид Рикл 3-6, 6-3, 6-4          | Жером Гольмар Михаэль Кольманн     |
| 10 июля     | Hall of Fame Tennis Championships Ньюпорт, США ATP International $375,000 — Трава Турнир 2000           | Петер Весселс 7-6(3), 6-3                    | Йенс Книппшильд                    |
| 10 июля     | Hall of Fame Tennis Championships Ньюпорт, США ATP International $375,000 — Трава Турнир 2000           | Харел Леви Йонатан Эрлих 7-6(2) 7-5          | Кайл Спенсер Митч Спренгелмейер    |
| 17 июля     | Кубок Дэвиса 2000. 1/2 финала Сантандер, Испания — Грунт                                                | Победители Испания 5-0                       | Проигравшие США                    |
| 17 июля     | Открытый чемпионат Нидерландов Амстердам, Нидерланды ATP International $400,000 — Грунт Турнир 2000     | Магнус Густафссон 6-7(4), 6-3, 7-6(5), 6-1   | Рамон Слёйтер                      |
| 17 июля     | Открытый чемпионат Нидерландов Амстердам, Нидерланды ATP International $400,000 — Грунт Турнир 2000     | Серхио Ройтман Андрес Шнейтер 4-6, 6-4, 6-1  | Деннис ван Схеппинген Эдвин Кемпес |
| 17 июля     | Открытый чемпионат Хорватии Умаг, Хорватия ATP International $400,000 — Грунт Турнир 2000               | Марсело Риос 7-6(1), 4-6, 6-3                | Мариано Пуэрта                     |
| 17 июля     | Открытый чемпионат Хорватии Умаг, Хорватия ATP International $400,000 — Грунт Турнир 2000               | Алекс Лопес Морон Альберт Портас 6-1, 7-6(2) | Ловро Зовко Иван Любичич           |
| 17 июля     | Mercedes Cup Штутгарт, Германия ATP International Series Gold $1,000,000 — Грунт Турнир 2000            | Франко Скильяри 6-2, 3-6, 4-6, 6-4, 6-2      | Гастон Гаудио                      |
| 17 июля     | Mercedes Cup Штутгарт, Германия ATP International Series Gold $1,000,000 — Грунт Турнир 2000            | Иржи Новак Давид Рикл 5-7, 6-2, 6-3          | Лукас Арнольд Кер Дональд Джонсон  |
| 24 июля     | Открытый чемпионат Австрии Кицбюэль, Австрия ATP International Series Gold $750,000 — Грунт Турнир 2000 | Алекс Корретха 6-3, 6-1, 3-0 — отказ         | Эмилио Бенфеле Альварес            |
| 24 июля     | Открытый чемпионат Австрии Кицбюэль, Австрия ATP International Series Gold $750,000 — Грунт Турнир 2000 | Пабло Альбано Цирил Сук 6-3, 3-6, 6-3        | Джошуа Игл Эндрю Флорент           |
| 24 июля     | Mercedes-Benz Cup Лос-Анджелес, США ATP International $375,000 — Хард Турнир 2000                       | Майкл Чанг 6-7(2), 6-3 — отказ               | Ян-Майкл Гэмбилл                   |
| 24 июля     | Mercedes-Benz Cup Лос-Анджелес, США ATP International $375,000 — Хард Турнир 2000                       | Пол Килдерри Сэндон Столл Без игры           | Ян-Майкл Гэмбилл Скотт Хамфрис     |
| 24 июля     | Открытый чемпионат Сан-Марино Сан-Марино, Сан-Марино ATP International $350,000 — Грунт Турнир 2000     | Алекс Калатрава 7-6(7), 1-6, 6-4             | Серхи Бругера                      |
| 24 июля     | Открытый чемпионат Сан-Марино Сан-Марино, Сан-Марино ATP International $350,000 — Грунт Турнир 2000     | Леош Фридль Томаш Цибулец 7-6(1), 7-5        | Джек Уэйт Гастон Этлис             |
| 31 июля     | Du Maurier Open Торонто, Канада ATP Masters $2,450,000 — Хард Одиночный турнир — Парный турнир          | Марат Сафин 6-2, 6-3                         | Харел Леви                         |
| 31 июля     | Du Maurier Open Торонто, Канада ATP Masters $2,450,000 — Хард Одиночный турнир — Парный турнир          | Себастьен Ларо Даниэль Нестор 6-3, 7-6(3)    | Джошуа Игл Эндрю Флорент           |

### Август
| Дата начала | Турнир | Чемпионы (Счёт финала)                        | Финалисты                      |
| ----------- | --- | --------------------------------------------- | ------------------------------ |
| 7 августа   | Cincinnati Masters Цинциннати, США ATP Masters $2,950,000 — Хард Одиночный турнир — Парный турнир                                  | Томас Энквист 7-6(5), 6-4                     | Тим Хенмен                     |
| 7 августа   | Cincinnati Masters Цинциннати, США ATP Masters $2,950,000 — Хард Одиночный турнир — Парный турнир                                  | Тодд Вудбридж Марк Вудфорд 7-6(6), 6-4        | Рик Лич Эллис Феррейра         |
| 14 августа  | Legg Mason Tennis Classic Вашингтон, США ATP International Series Gold $800,000 — Хард Турнир 2000                                 | Алекс Корретха 6-2, 6-3                       | Андре Агасси                   |
| 14 августа  | Legg Mason Tennis Classic Вашингтон, США ATP International Series Gold $800,000 — Хард Турнир 2000                                 | Алекс О’Брайен Джаред Палмер 7-5, 6-1         | Андре Агасси Саргис Саргсян    |
| 14 августа  | RCA Championships Индианаполис, США ATP International Series Gold $800,000 — Хард Турнир 2000                                      | Густаво Куэртен 3-6, 7-6(2), 7-6(2)           | Марат Сафин                    |
| 14 августа  | RCA Championships Индианаполис, США ATP International Series Gold $800,000 — Хард Турнир 2000                                      | Сэндон Столл Ллейтон Хьюитт 6-2, 3-6, 6-3     | Йонас Бьоркман Максим Мирный   |
| 21 августа  | Hamlet Cup Лонг-Айленд, США ATP International $415,200 — Хард Турнир 2000                                                          | Магнус Норман 6-3, 5-7, 7-5                   | Томас Энквист                  |
| 21 августа  | Hamlet Cup Лонг-Айленд, США ATP International $415,200 — Хард Турнир 2000                                                          | Джонатан Старк Кевин Ульетт 6-4, 6-4          | Ян-Майкл Гэмбилл Скотт Хамфрис |
| 28 августа  | Открытый чемпионат США Нью-Йорк, США Турнир Большого шлема $6,834,415 — Хард Одиночный турнир — Парный турнир Турнир смешанных пар | Марат Сафин 6-4, 6-3, 6-3                     | Пит Сампрас                    |
| 28 августа  | Открытый чемпионат США Нью-Йорк, США Турнир Большого шлема $6,834,415 — Хард Одиночный турнир — Парный турнир Турнир смешанных пар | Максим Мирный Ллейтон Хьюитт 6-4, 5-7, 7-6(5) | Рик Лич Эллис Феррейра         |
| 28 августа  | Открытый чемпионат США Нью-Йорк, США Турнир Большого шлема $6,834,415 — Хард Одиночный турнир — Парный турнир Турнир смешанных пар | Джаред Палмер Аранча Санчес Викарио 6-4, 6-3  | Максим Мирный Анна Курникова   |

### Сентябрь
| Дата начала | Турнир | Чемпионы (Счёт финала)                              | Финалисты                         |
| ----------- | --- | --------------------------------------------------- | --------------------------------- |
| 11 сентября | Открытый чемпионат Румынии Бухарест, Румыния ATP International $375,000 — Грунт Турнир 2000                 | Хуан Балсельс 6-4, 3-6, 7-6(1)                      | Маркус Ханчк                      |
| 11 сентября | Открытый чемпионат Румынии Бухарест, Румыния ATP International $375,000 — Грунт Турнир 2000                 | Альберто Мартин Эяль Ран 7-6(4), 6-1                | Девин Боуэн Мариано Худ           |
| 11 сентября | Открытый чемпионат Ташкента Ташкент, Узбекистан ATP International $525,000 — Хард Турнир 2000               | Марат Сафин 6-3, 6-4                                | Давиде Сангвинетти                |
| 11 сентября | Открытый чемпионат Ташкента Ташкент, Узбекистан ATP International $525,000 — Хард Турнир 2000               | Джастин Гимелстоб Скотт Хамфрис 6-3, 6-2            | Мариус Барнард Робби Кёниг        |
| 18 сентября | Летние Олимпийские игры Сидней, Греция Олимпийские игры Хард Одиночный турнир — Парный турнир               | Евгений Кафельников 7-6(4), 3-6, 6-2, 4-6, 6-3      | Томми Хаас                        |
| 18 сентября | Летние Олимпийские игры Сидней, Греция Олимпийские игры Хард Одиночный турнир — Парный турнир               | Себастьен Ларо Даниэль Нестор 5-7, 6-3, 6-4, 7-6(2) | Тодд Вудбридж Марк Вудфорд        |
| 25 сентября | Международный теннисный чемпионат на Сицилии Палермо, Италия ATP International $375,000 — Грунт Турнир 2000 | Оливье Рохус 7-6(14), 6-1                           | Диего Наргизо                     |
| 25 сентября | Международный теннисный чемпионат на Сицилии Палермо, Италия ATP International $375,000 — Грунт Турнир 2000 | Мартин Гарсия Томас Карбонелл Без игры              | Пабло Альбано Марк-Кевин Гёлльнер |

### Октябрь
| Дата начала | Турнир | Чемпионы (Счёт финала)                          | Финалисты                     |
| ----------- | --- | ----------------------------------------------- | ----------------------------- |
| 2 октября   | Открытый чемпионат Гонконга Гонконг ATP International $375,000 — Хард Турнир 2000                         | Николас Кифер 7-6(4), 2-6, 6-2                  | Марк Филиппуссис              |
| 2 октября   | Открытый чемпионат Гонконга Гонконг ATP International $375,000 — Хард Турнир 2000                         | Уэйн Блэк Кевин Ульетт 6-1, 6-2                 | Давид Приносил Доминик Хрбаты |
| 9 октября   | Открытый чемпионат Вены Вена, Австрия ATP International Series Gold $800,000 — Хард (зал) Турнир 2000     | Тим Хенмен 6-4, 6-4, 6-4                        | Томми Хаас                    |
| 9 октября   | Открытый чемпионат Вены Вена, Австрия ATP International Series Gold $800,000 — Хард (зал) Турнир 2000     | Ненад Зимонич Евгений Кафельников 6-4, 6-4      | Иржи Новак Давид Рикл         |
| 9 октября   | Открытый чемпионат Японии Токио, Япония ATP International Series Gold $800,000 — Хард Турнир 2000         | Шенг Схалкен 6-4, 3-6, 6-1                      | Николас Лапентти              |
| 9 октября   | Открытый чемпионат Японии Токио, Япония ATP International Series Gold $800,000 — Хард Турнир 2000         | Махеш Бхупати Леандер Паес 6-4, 6-7(1), 6-3     | Джефф Таранго Майкл Хилл      |
| 16 октября  | Гран-при Тулузы Тулуза, Франция ATP International $400,000 — Хард (зал) Турнир 2000                       | Алекс Корретха 6-3, 6-2                         | Карлос Мойя                   |
| 16 октября  | Гран-при Тулузы Тулуза, Франция ATP International $400,000 — Хард (зал) Турнир 2000                       | Жюльен Бутте Фабрис Санторо 7-6(8), 4-6, 7-6(5) | Дональд Джонсон Пит Норвал    |
| 16 октября  | Heineken Open Shanghai Шанхай ATP International $375,000 — Хард Турнир 2000                               | Магнус Норман 6-4, 4-6, 6-3                     | Шенг Схалкен                  |
| 16 октября  | Heineken Open Shanghai Шанхай ATP International $375,000 — Хард Турнир 2000                               | Шенг Схалкен Паул Хархёйс 6-2, 3-6, 6-4         | Павел Визнер Петр Пала        |
| 23 октября  | Davidoff Swiss Indoors Базель, Швейцария ATP International $1,000,000 — Ковёр (зал) Турнир 2000           | Томас Энквист 6-2, 4-6, 7-6(4), 1-6, 6-1        | Роджер Федерер                |
| 23 октября  | Davidoff Swiss Indoors Базель, Швейцария ATP International $1,000,000 — Ковёр (зал) Турнир 2000           | Дональд Джонсон Пит Норвал 7-6(9), 4-6, 7-6(4)  | Роджер Федерер Доминик Хрбаты |
| 23 октября  | Кубок Кремля Москва, Россия ATP International $1,000,000 — Ковёр (зал) Турнир 2000                        | Евгений Кафельников 6-2, 7-5                    | Давид Приносил                |
| 23 октября  | Кубок Кремля Москва, Россия ATP International $1,000,000 — Ковёр (зал) Турнир 2000                        | Йонас Бьоркман Давид Приносил 6-2, 6-3          | Иржи Новак Давид Рикл         |
| 30 октября  | Stuttgart Masters Штутгарт, Германия ATP Masters $2,950,000 — Хард (зал) Одиночный турнир — Парный турнир | Уэйн Феррейра 7-6(6), 3-6, 6-7(5), 7-6(2), 6-2  | Ллейтон Хьюитт                |
| 30 октября  | Stuttgart Masters Штутгарт, Германия ATP Masters $2,950,000 — Хард (зал) Одиночный турнир — Парный турнир | Иржи Новак Давид Рикл 3-6, 6-3, 6-4             | Дональд Джонсон Пит Норвал    |

### Ноябрь
| Дата начала | Турнир | Чемпионы (Счёт финала)                        | Финалисты                   |
| ----------- | --- | --------------------------------------------- | --------------------------- |
| 6 ноября    | Гран-при Лиона Лион, Франция ATP International $800,000 — Ковёр (зал) Турнир 2000                                     | Арно Клеман 7-6(2), 7-6(5)                    | Патрик Рафтер               |
| 6 ноября    | Гран-при Лиона Лион, Франция ATP International $800,000 — Ковёр (зал) Турнир 2000                                     | Сэндон Столл Паул Хархёйс 6-1, 6-7(2), 7-6(7) | Иван Любичич Джек Уэйт      |
| 6 ноября    | Открытый чемпионат Санкт-Петербурга Санкт-Петербург, Россия ATP International $800,000 — Хард (зал) Турнир 2000       | Марат Сафин 2-6, 6-4, 6-4                     | Доминик Хрбаты              |
| 6 ноября    | Открытый чемпионат Санкт-Петербурга Санкт-Петербург, Россия ATP International $800,000 — Хард (зал) Турнир 2000       | Даниэль Нестор Кевин Ульетт 7-6(5), 7-5       | Томас Симада Майлз Уэйкфилд |
| 13 ноября   | Paris Masters Париж, Франция ATP Masters $2,950,000 — Ковёр (зал) Одиночный турнир — Парный турнир                    | Марат Сафин 3-6, 7-6(7), 6-4, 3-6, 7-6(8)     | Марк Филиппуссис            |
| 13 ноября   | Paris Masters Париж, Франция ATP Masters $2,950,000 — Ковёр (зал) Одиночный турнир — Парный турнир                    | Никлас Култи Максим Мирный 6-4, 7-5           | Даниэль Нестор Паул Хархёйс |
| 20 ноября   | Международный теннисный турнир в Брайтоне Брайтон, Великобритания ATP International $400,000 — Хард (зал) Турнир 2000 | Тим Хенмен 6-2, 6-2                           | Доминик Хрбаты              |
| 20 ноября   | Международный теннисный турнир в Брайтоне Брайтон, Великобритания ATP International $400,000 — Хард (зал) Турнир 2000 | Джефф Таранго Майкл Хилл 6-3, 7-5             | Пол Голдстейн Джим Томас    |
| 20 ноября   | Открытый чемпионат Стокгольма Стокгольм, Швеция ATP International $800,000 — Хард (зал) Турнир 2000                   | Томас Юханссон 6-2, 6-4, 6-4                  | Евгений Кафельников         |
| 20 ноября   | Открытый чемпионат Стокгольма Стокгольм, Швеция ATP International $800,000 — Хард (зал) Турнир 2000                   | Даниэль Нестор Марк Ноулз 6-3, 6-2            | Павел Визнер Петр Пала      |
| 27 ноября   | Tennis Masters Cup Лиссабон, Португалия Кубок Мастерс $3,700,000 — Хард (зал) — 8S (Группа) Турнир 2000               | Густаво Куэртен 6-4, 6-4, 6-4                 | Андре Агасси                |

### Декабрь
| Дата начала | Турнир                                                                                     | Чемпионы (Счёт финала)                      | Финалисты                  |
| ----------- | ------------------------------------------------------------------------------------------ | ------------------------------------------- | -------------------------- |
| 4 декабря   | Кубок Дэвиса 2000. Финал Барселона, Испания — Грунт                                        | Испания 3-1                                 | Австралия                  |
| 11 декабря  | Tennis Masters Cup Бангалор, Индия Кубок Мастерс $750,000 — Хард — 8D (Группа) Турнир 2000 | Дональд Джонсон Пит Норвал 7-6(8), 6-3, 6-4 | Махеш Бхупати Леандер Паес |

## Рейтинг ATP

### Одиночный рейтинг
| по данным на 25 декабря 2000 | по данным на 25 декабря 2000 | по данным на 25 декабря 2000 | по данным на 25 декабря 2000 | по данным на 25 декабря 2000 |
| Поз.                         | Теннисист                    | Очки                         | 1999                         | +/-                          |
| ---------------------------- | ---------------------------- | ---------------------------- | ---------------------------- | ---------------------------- |
| 1                            | Густаво Куэртен              | 4 195                        | 5                            | ▲ 5                          |
| 2                            | Марат Сафин                  | 4 120                        | 24                           | ▲ 22                         |
| 3                            | Пит Сампрас                  | 3 385                        | 3                            | ▬                            |
| 4                            | Магнус Норман                | 3 110                        | 15                           | ▲ 11                         |
| 5                            | Евгений Кафельников          | 2 935                        | 2                            | ▼ 3                          |
| 6                            | Андре Агасси                 | 2 765                        | 1                            | ▼ 5                          |
| 7                            | Ллейтон Хьюитт               | 2 625                        | 25                           | ▲ 18                         |
| 8                            | Алекс Корретха               | 2 475                        | 26                           | ▲ 18                         |
| 9                            | Томас Энквист                | 2 210                        | 4                            | ▼ 5                          |
| 10                           | Тим Хенмен                   | 2 020                        | 12                           | ▲ 2                          |
| 11                           | Марк Филиппуссис             | 1 865                        | 19                           | ▲ 8                          |
| 12                           | Хуан Карлос Ферреро          | 1 840                        | 42                           | ▲ 30                         |
| 13                           | Уэйн Феррейра                | 1 770                        | 53                           | ▲ 40                         |
| 14                           | Франко Скильяри              | 1 598                        | 52                           | ▲ 38                         |
| 15                           | Патрик Рафтер                | 1 535                        | 16                           | ▲ 1                          |
| 16                           | Седрик Пьолин                | 1 520                        | 13                           | ▼ 3                          |
| 17                           | Доминик Хрбаты               | 1 395                        | 21                           | ▲ 4                          |
| 18                           | Арно Клеман                  | 1 360                        | 56                           | ▲ 38                         |
| 19                           | Себастьян Грожан             | 1 325                        | 27                           | ▲ 8                          |
| 20                           | Николас Кифер                | 1 265                        | 6                            | ▼ 14                         |

### Парный рейтинг (Игроки)
| по данным на 18 декабря 2000 | по данным на 18 декабря 2000 | по данным на 18 декабря 2000 | по данным на 18 декабря 2000 | по данным на 18 декабря 2000 |
| Поз.                         | Теннисист                    | Очки                         | 1999                         | +/-                          |
| ---------------------------- | ---------------------------- | ---------------------------- | ---------------------------- | ---------------------------- |
| 1                            | Марк Вудфорд                 | 4 985                        | 11                           | ▲ 10                         |
| 2                            | Тодд Вудбридж                | 4 970                        | 8                            | ▲ 6                          |
| 3                            | Сэндон Столл                 | 4 085                        | 9                            | ▲ 6                          |
| 4                            | Паул Хархёйс                 | 3 850                        | 5                            | ▲ 1                          |
| 5                            | Эллис Феррейра               | 3 565                        | 13                           | ▲ 8                          |
| 6                            | Рик Лич                      | 3 565                        | 15                           | ▲ 9                          |
| 7                            | Джаред Палмер                | 3 260                        | 6                            | ▼ 1                          |
| 8                            | Алекс О'Брайен               | 3 020                        | 7                            | ▼ 1                          |
| 9                            | Максим Мирный                | 2 990                        | 33                           | ▲ 24                         |
| 10                           | Иржи Новак                   | 2 960                        | 32                           | ▲ 22                         |
| 11                           | Давид Рикл                   | 2 960                        | 29                           | ▲ 18                         |
| 12                           | Евгений Кафельников          | 2 800                        | 46                           | ▲ 34                         |
| 13                           | Даниэль Нестор               | 2 630                        | 27                           | ▲ 14                         |
| 14                           | Уэйн Феррейра                | 2 520                        | 31                           | ▲ 17                         |
| 15                           | Никлас Култи                 | 2 455                        | 37                           | ▲ 22                         |
| 16                           | Доминик Хрбаты               | 2 285                        | 145                          | ▲ 129                        |
| 17                           | Себастьен Ларо               | 2 265                        | 4                            | ▼ 13                         |
| 18                           | Дональд Джонсон              | 2 265                        | 36                           | ▲ 18                         |
| 19                           | Дэвид Адамс                  | 2 255                        | 12                           | ▼ 7                          |
| 20                           | Ллейтон Хьюитт               | 2 155                        | 185                          | ▲ 165                        |